# フレデリク・アウルスネス
フレデリク・アウルスネス（Fredrik Aursnes, 1995年12月10日 - ）は、ノルウェー・ムーレ・オ・ロムスダール県ハレイド出身のサッカー選手。プリメイラ・リーガ・SLベンフィカ所属。ポジションはMF。ノルウェー代表。

## クラブ経歴
2012年にアデコリーガエン (2部リーグ)のILヘートと契約。4月22日のFKボデ/グリムト戦で16歳でプロデビュー。以降2部リーグでのプレーながら先発に定着。同年シーズンは国内カップ戦ノルウェー・カップ優勝という快挙を達成。2013年4月28日のスターベクIF戦でプロ初ゴールを記録。以降もチームの中心選手として活躍。2015年シーズンまでプレーするも、エリテセリエン昇格までには至らず。
2015年12月、モルデFKと5年契約を締結。加入後即先発に定着。2019年シーズンはトップリーグ優勝に貢献するなど、中心選手として活躍。2021年6月にはヴェルダー・ブレーメンへの移籍が迫っていると報じられた。
しかし、ブレーメンは2020-21シーズンのブンデスリーガで17位に終わり2部リーグ降格となっていたこともあり、8月になるとフェイエノールトとの契約が迫っていると報じられた。同月10日にフェイエノールトと3年契約を締結。15日のヴィレムII戦で加入後即先発で起用され、4-0の大勝に貢献した。
2022年8月24日、プリメイラ・リーガ・SLベンフィカと2027年までの5年契約にサインした。

## 代表経歴
2013年から4年間、ユース世代のノルウェー代表でプレー。2021年6月にフル代表に初招集。7日のギリシャ戦で代表デビューを果たした。